# Campionati del mondo di atletica leggera 2009 - 400 metri piani femminili
La gara dei 400 metri piani femminili ai campionati del mondo di atletica leggera 2009 si è svolta in tre giorni: il 15 agosto si sono svolte le batterie, il 16 le semifinali e il 18 la finale. Hanno partecipato 41 atlete.
La medaglia d'oro è stata vinta dalla statunitense Sanya Richards con il tempo di 49"00 (primato mondiale stagionale); artgento e bronzo sono stati vinti, rispettivamente, dalla giamaicana Shericka Williams e dalla russa Antonina Krivoshapka.

## Batterie
Si qualificano alle semifinali le prime tre classificate di ogni batteria, mentre le atlete non qualificate con i sei migliori tempi vengono ripescate.

### Batteria 1
| Posizione | Nome               | Nazionalità         | Tempo   | Note                          |
| --------- | ------------------ | ------------------- | ------- | ----------------------------- |
| 1         | Lyudmila Litvinova | Russia              | 51"31   | Q                             |
| 2         | Libania Grenot     | Italia              | 51"45   | Q                             |
| 3         | Indira Terrero     | Cuba                | 51"98   | Q                             |
| 4         | Tiandra Ponteen    | Saint Kitts e Nevis | 52"54   | q                             |
| 5         | Christine Day      | Giamaica            | 53"13   | q                             |
| 6         | Marina Maslenko    | Kazakistan          | 54"38   |                               |
| 7         | Khin Phyo Thet     | Birmania            | 1'00"35 | Miglior prestazione personale |

### Batteria 2
| Posizione | Nome                   | Nazionalità               | Tempo        | Note         |
| --------- | ---------------------- | ------------------------- | ------------ | ------------ |
| 1         | Novlene Williams-Mills | Giamaica                  | 51"55        | Q            |
| 2         | Jessica Beard          | Stati Uniti               | 51"72        | Q            |
| 3         | Sorina Nwachukwu       | Nigeria                   | 51"74        | Q            |
| 4         | Kineke Alexander       | Saint Vincent e Grenadine | 52"44        | q,           |
| 5         | Joy Nakhumicha Sakari  | Kenya                     | 52"88        | q            |
| 6         | Kia Davis              | Libano                    | 56"85        |              |
|           | Khoury Keita           | Mauritania                | squalificata | squalificata |

### Batteria 3
| Posizione | Nome                    | Nazionalità        | Tempo       | Note        |
| --------- | ----------------------- | ------------------ | ----------- | ----------- |
| 1         | Amantle Montsho         | Botswana           | 50"65       | Q           |
| 2         | Shericka Williams       | Giamaica           | 51"23       | Q           |
| 3         | Solen Désert-Mariller   | Francia            | 51"63       | Q,          |
| 4         | Folasade Abugan         | Nigeria            | 51"70       | q           |
| 5         | Racheal Nachula         | Zambia             | 53"21       |             |
|           | Nawal El Jack           | Sudan              | ritirata    | ritirata    |
|           | Evodie Lydie Saramandji | Rep. Centrafricana | non partita | non partita |

### Batteria 4
| Posizione | Nome                     | Nazionalità | Tempo        | Note                                     |
| --------- | ------------------------ | ----------- | ------------ | ---------------------------------------- |
| 1         | Debbie Dunn              | Stati Uniti | 51"13        | Q                                        |
| 2         | Anastasiya Kapachinskaya | Russia      | 51"17        | Q                                        |
| 3         | Amaka Ogoegbunam         | Nigeria     | 52"85        | Q                                        |
| 4         | Chandrika Rasnayake      | Sri Lanka   | 53"68        |                                          |
| 5         | Fatou Bintou Fall        | Senegal     | 54"46        |                                          |
| 6         | Rozina Shafqat           | Pakistan    | 1:00"72      | Miglior prestazione personale stagionale |
|           | Christine Amertil        | Bahamas     | squalificata | squalificata                             |

### Batteria 5
| Posizione | Nome               | Nazionalità | Tempo | Note                                     |
| --------- | ------------------ | ----------- | ----- | ---------------------------------------- |
| 1         | Sanya Richards     | Stati Uniti | 51"06 | Q                                        |
| 2         | Christine Ohuruogu | Regno Unito | 51"30 | Q                                        |
| 3         | Aliann Pompey      | Guyana      | 51"38 | Q                                        |
| 4         | Norma González     | Colombia    | 51"86 | q,                                       |
| 5         | Makelesi Bulikiobo | Figi        | 54"65 | Miglior prestazione personale stagionale |
| 6         | Trish Bartholomew  | Grecia      | 54"89 |                                          |
| 7         | Claudine Yemalin   | Benin       | 58"82 |                                          |

### Batteria 6
| Posizione | Nome                 | Nazionalità | Tempo   | Note                                     |
| --------- | -------------------- | ----------- | ------- | ---------------------------------------- |
| 1         | Antonina Krivoshapka | Russia      | 51"03   | Q                                        |
| 2         | Nicola Sanders       | Regno Unito | 51"64   | Q                                        |
| 3         | Amy Mbacké Thiam     | Senegal     | 52"79   | Q                                        |
| 4         | Esther Akinsulie     | Canada      | 53"21   |                                          |
| 5         | Asami Tanno          | Giappone    | 53"30   |                                          |
| 6         | Sharolyn Scott       | Costa Rica  | 55"63   | Miglior prestazione personale            |
| 7         | Rania Alqebali       | Giordania   | 1'00"90 | Miglior prestazione personale stagionale |

## Semifinali
Si qualificano alla finale le prime due classificate di ogni semifinale e i due migliori tempi.

### Semifinale 1
| Posizione | Nome                     | Nazionalità               | Tempo    | Note             |
| --------- | ------------------------ | ------------------------- | -------- | ---------------- |
| 1         | Novlene Williams-Mills   | Giamaica                  | 49"88    | Q,               |
| 2         | Amantle Montsho          | Botswana                  | 49"89    | Q,               |
| 3         | Anastasiya Kapachinskaya | Russia                    | 50"30    | q                |
| 4         | Aliann Pompey            | Guyana                    | 50"71    | Record nazionale |
| 5         | Jessica Beard            | Stati Uniti               | 51"20    |                  |
| 6         | Norma González           | Colombia                  | 51"91    |                  |
| 7         | Kineke Alexander         | Saint Vincent e Grenadine | 53"43    |                  |
|           | Amaka Ogoegbunam         | Nigeria                   | ritirata | ritirata         |

### Semifinale 2
| Posizione | Nome                  | Nazionalità | Tempo | Note                                     |
| --------- | --------------------- | ----------- | ----- | ---------------------------------------- |
| 1         | Shericka Williams     | Giamaica    | 49"51 | Q,                                       |
| 2         | Antonina Krivoshapka  | Russia      | 49"67 | Q                                        |
| 3         | Debbie Dunn           | Stati Uniti | 49"95 | q,                                       |
| 4         | Nicola Sanders        | Regno Unito | 50"45 | Miglior prestazione personale stagionale |
| 5         | Amy Mbacké Thiam      | Senegal     | 51"70 |                                          |
| 6         | Folasade Abugan       | Nigeria     | 51"75 |                                          |
| 7         | Joy Nakhumicha Sakari | Kenya       | 52"69 |                                          |
| 8         | Solen Désert-Mariller | Francia     | 53"26 |                                          |

### Semifinale 3
| Posizione | Nome               | Nazionalità         | Tempo | Note |
| --------- | ------------------ | ------------------- | ----- | ---- |
| 1         | Sanya Richards     | Stati Uniti         | 50"21 | Q    |
| 2         | Christine Ohuruogu | Regno Unito         | 50"35 | Q,   |
| 3         | Lyudmila Litvinova | Russia              | 50"52 |      |
| 4         | Libania Grenot     | Italia              | 50"85 |      |
| 5         | Indira Terrero     | Cuba                | 51"87 |      |
| 6         | Sorina Nwachukwu   | Nigeria             | 51"98 |      |
| 7         | Tiandra Ponteen    | Saint Kitts e Nevis | 53"22 |      |
| 8         | Christine Day      | Giamaica            | 53"46 |      |

## Finale

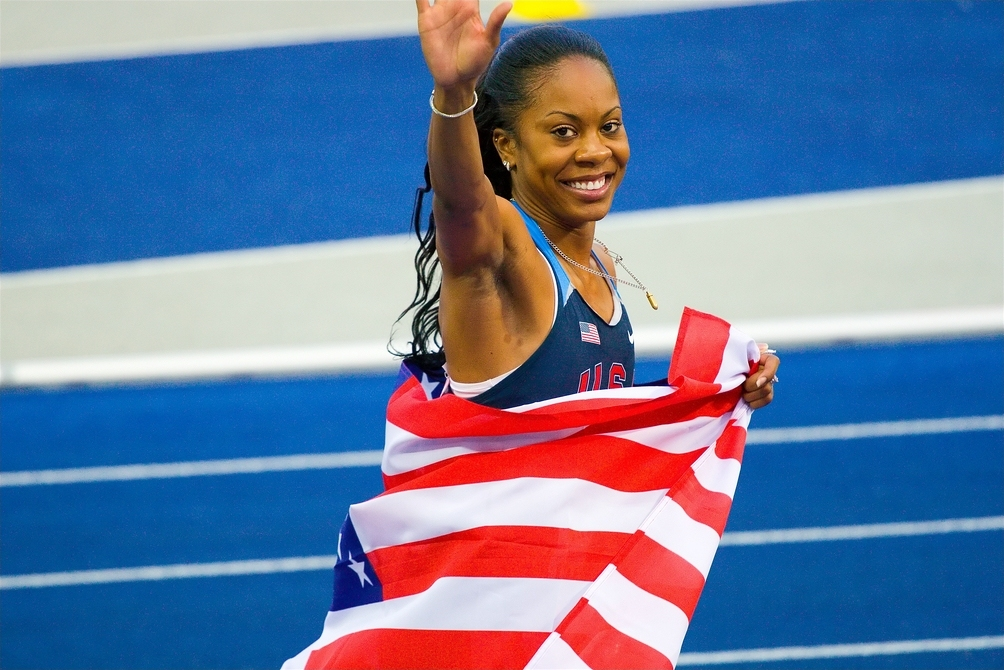
Sanya Richards, vincitrice della gara

| Posizione | Nome                     | Nazionalità | Tempo | Note                                     |
| --------- | ------------------------ | ----------- | ----- | ---------------------------------------- |
| 1         | Sanya Richards           | Stati Uniti | 49"00 | Miglior prestazione mondiale stagionale  |
| 2         | Shericka Williams        | Giamaica    | 49"32 | Miglior prestazione personale            |
| 3         | Antonina Krivoshapka     | Russia      | 49"71 |                                          |
| 4         | Novlene Williams-Mills   | Giamaica    | 49"77 | Miglior prestazione personale stagionale |
| 5         | Christine Ohuruogu       | Regno Unito | 50"21 | Miglior prestazione personale stagionale |
| 6         | Debbie Dunn              | Stati Uniti | 50"35 |                                          |
| 7         | Amantle Montsho          | Botswana    | 50"65 |                                          |
|           | Anastasiya Kapachinskaya | Russia      | dq    |                                          |